# 五原站
五原站位于中华人民共和国内蒙古自治区巴彦淖尔市，是包银高速铁路建设中的车站。五原站站房总建筑面积3000平方米，地上二层、局部地下室一层。车站2台4线。